# بيرش
بيرش (بالإنجليزية: Parrish)‏ هي مدينة أمريكية تقع في ولاية ألاباما.تبلغ مساحة هذه المدينة 5.4 (كم²)،ويبلغ عدد سكانها 1268 نسمة حسب إحصاء سنة 2010 م.تشير الإحصاءات بأن الكثافة السكانية في هذه المدينة تقدر بـ(234.8) نسمة/كم2.

## التركيبة السكانية
حدّد مكتب تعداد الولايات المتحدة بيانات التركيبة السكانية لبيرش في تعداد الولايات المتحدة. في ما يلي، التركيبة السكانية حسب تعدادي 2000 و2010.

### تعداد عام 2000
بلغ عدد سكان بيرش 1,268 نسمة بحسب تعداد عام 2000، وبلغ عدد الأسر 506 أسرة وعدد العائلات 359 عائلة مقيمة في البلدة. في حين سجلت الكثافة السكانية 233.9 نسمة لكل كيلومتر مربع (605.8/ميل2). وبلغ عدد الوحدات السكنية 587 وحدة بمتوسط كثافة قدره 108.3 لكل كيلومتر مربع (280.5/ميل2).
وتوزع التركيب العرقي للبلدة بنسبة 72.63% من البيض و25.32% من الأمريكيين الأفارقة و0.16% من الأمريكيين الأصليين و0.16% من الأمريكيين ذوي الأصول الآسيوية و0.63% من الأعراق الأخرى و1.10% من عرقين مختلطين أو أكثر و0.95% من الهسبانيون أو اللاتينيون من أي عرق.
بلغ عدد الأسر 506 أسرة كانت نسبة 36% منها لديها أطفال تحت سن الثامنة عشر تعيش معهم، وبلغت نسبة الأزواج القاطنين مع بعضهم البعض 48.6% من أصل المجموع الكلي للأسر، ونسبة 16.8% من الأسر كان لديها معيلات من الإناث دون وجود شريك، بينما كانت نسبة 5.5% من الأسر لديها معيلون من الذكور دون وجود شريكة وكانت نسبة 29.1% من غير العائلات. تألفت نسبة 25.1% من أصل جميع الأسر من عدة أفراد يعيشون في نفس المنزل ونسبة 10.9% كانت تتألف من شخص يعيش بمفرده يبلغ من العمر 65 عاماً أو أكثر. وبلغ متوسط حجم الأسرة المعيشية 2.51، أما متوسط حجم العائلات فبلغ 3.01.
بلغ العمر الوسطي للسكان 39.2 عاماً. وكانت نسبة 23.7% من القاطنين تحت سن الثامنة عشر، وكانت نسبة 8.5% بين الثامنة عشر والرابعة والعشرين عاماً، ونسبة 28.5% كانت واقعةً في الفئة العمرية ما بين الخامسة والعشرين والرابعة والأربعين عاماً، ونسبة 24.1% كانت ما بين الخامسة والأربعين والرابعة والستين، ونسبة 15.1% كانت ضمن فئة الخامسة والستين عاماً فما فوق. يوجد لكل 100 أنثى 91.8 ذكر، ويوجد لكل 100 أنثى في الثامنة عشر من عمرها فما فوق 86.2 ذكر.
بلغ متوسط دخل الأسرة في البلدة 21,711 دولارًا، أما متوسط دخل العائلة فبلغ 26,193 دولارًا. وكان متوسط دخل الذكور 25,341 دولارًا مقابل 16,900 دولارًا للإناث. وسجل دخل الفرد الخاص بالبلدة 11,270 دولارًا. وكانت نسبة 21.3% من العائلات ونسبة 24.2% من السكان تحت خط الفقر، وكان من هؤلاء نسبة 27.8% تحت سن الثامنة عشر ونسبة 26.8% في الخامسة والستين من العمر وما فوق.

### تعداد عام 2010
بلغ عدد سكان بيرش 982 نسمة بحسب تعداد عام 2010، وبلغ عدد الأسر 385 أسرة وعدد العائلات 236 عائلة مقيمة في البلدة. في حين سجلت الكثافة السكانية 181.2 نسمة لكل كيلومتر مربع (469.3/ميل2). وبلغ عدد الوحدات السكنية 466 وحدة بمتوسط كثافة قدره 86 لكل كيلومتر مربع (222.7/ميل2).
وتوزع التركيب العرقي للبلدة بنسبة 70.57% من البيض و25.97% من الأمريكيين الأفارقة و0.51% من الأمريكيين الأصليين و0.51% من الأمريكيين ذوي الأصول الآسيوية و0.20% من الأعراق الأخرى و2.24% من عرقين مختلطين أو أكثر و0.51% من الهسبانيون أو اللاتينيون من أي عرق.
بلغ عدد الأسر 385 أسرة كانت نسبة 34.8% منها لديها أطفال تحت سن الثامنة عشر تعيش معهم، وبلغت نسبة الأزواج القاطنين مع بعضهم البعض 37.9% من أصل المجموع الكلي للأسر، ونسبة 18.7% من الأسر كان لديها معيلات من الإناث دون وجود شريك، بينما كانت نسبة 4.7% من الأسر لديها معيلون من الذكور دون وجود شريكة وكانت نسبة 38.7% من غير العائلات. تألفت نسبة 33.5% من أصل جميع الأسر من عدة أفراد يعيشون في نفس المنزل ونسبة 17.4% كانت تتألف من شخص يعيش بمفرده يبلغ من العمر 65 عاماً أو أكثر. وبلغ متوسط حجم الأسرة المعيشية 2.55، أما متوسط حجم العائلات فبلغ 3.30.
بلغ العمر الوسطي للسكان 38.4 عاماً. وكانت نسبة 25.6% من القاطنين تحت سن الثامنة عشر، وكانت نسبة 8.8% بين الثامنة عشر والرابعة والعشرين عاماً، ونسبة 24.3% كانت واقعةً في الفئة العمرية ما بين الخامسة والعشرين والرابعة والأربعين عاماً، ونسبة 25.2% كانت ما بين الخامسة والأربعين والرابعة والستين، ونسبة 16.2% كانت ضمن فئة الخامسة والستين عاماً فما فوق. وتوزع التركيب الجنسي للسكان بنسبة 45% ذكور و55% إناث.